# Slag bij Malachov

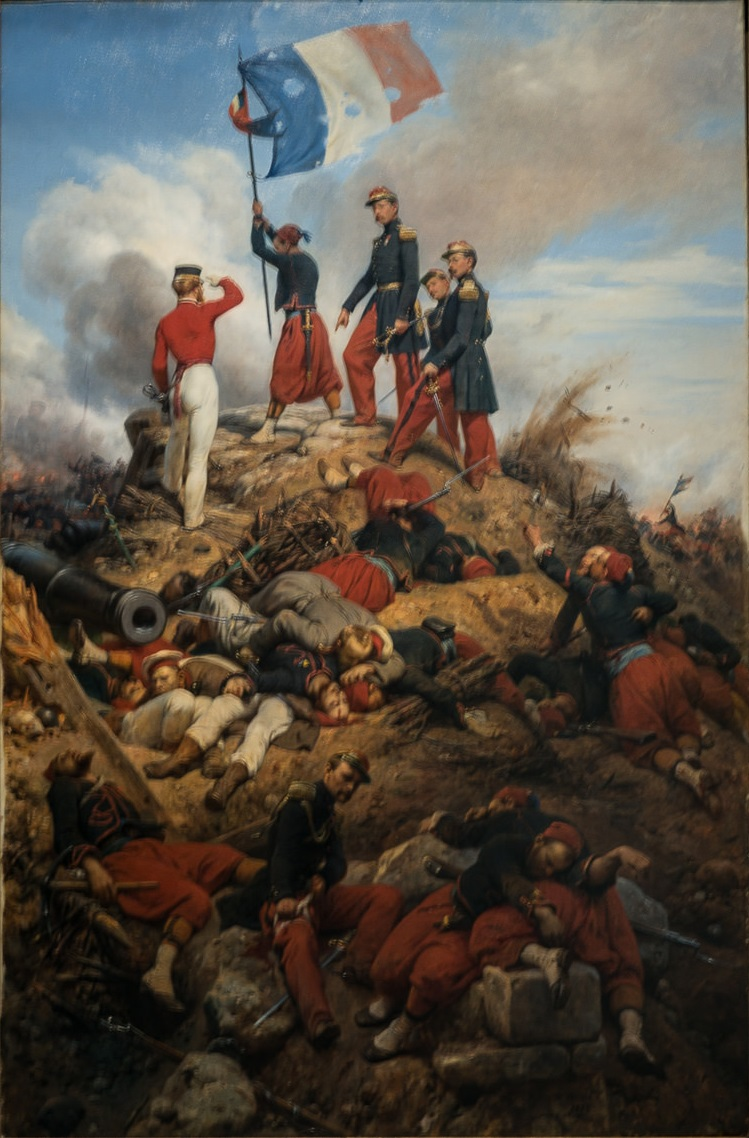
Een Brits officier groet de Franse vlag op de top van de Malachov redoute.

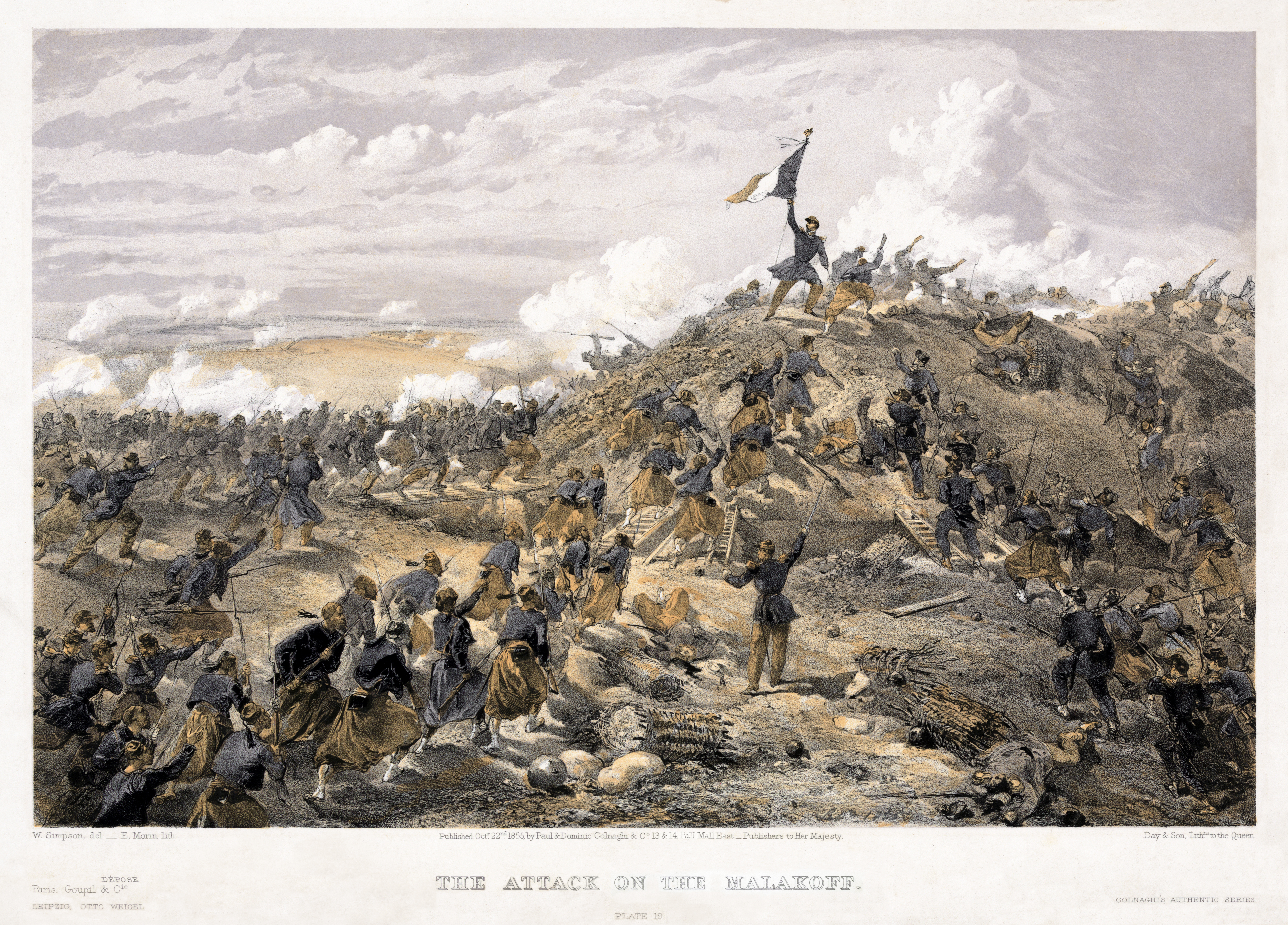
Bestorming van Malachov, de mannen met fez komen uit de Franse kolonies.

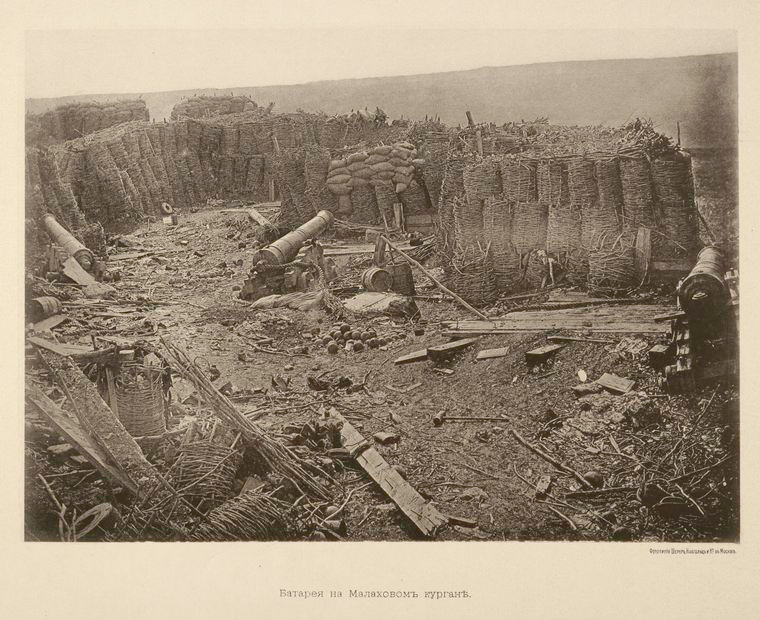
De redoute van Malachov na de slag

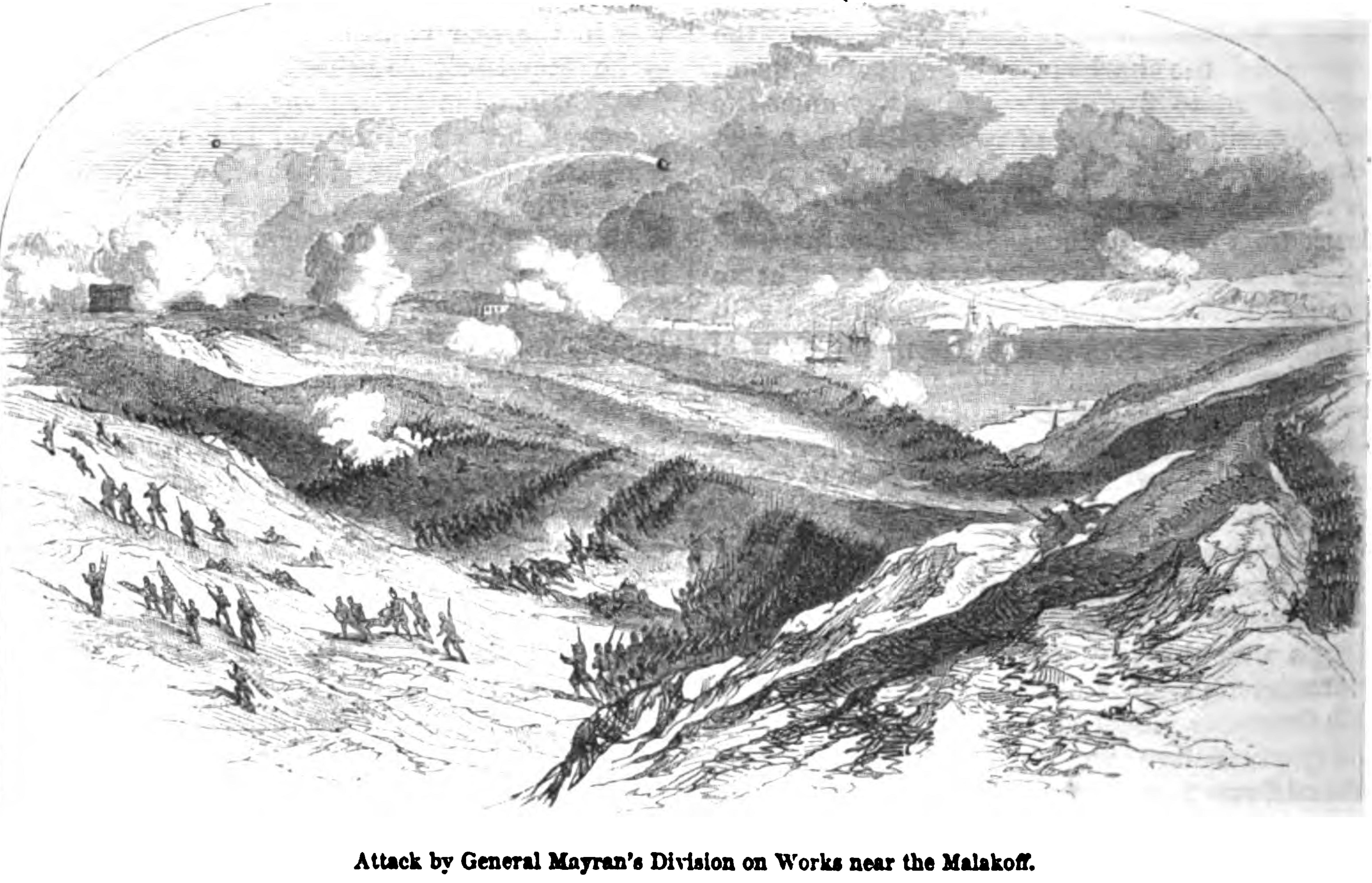
De divisie van generaal Mayran valt aan

De Slag bij Malachov was een veldslag van de Franse en Britse geallieerden tegen de Russen in de Krimoorlog op 7 september 1855 als onderdeel van de Belegering van Sebastopol. Het Frans leger onder generaal Patrice de Mac-Mahon bestormde de redoute van Malachov terwijl de Russen een gelijktijdige aanval van de Britten op de meer zuidelijke redan afsloegen. De Franse zouaaf Eugène Libaut hees de Franse vlag op de top van de Russische redoute. De slag bij Malachov leidde tot de val van Sebastopol op 9 september na 11 maanden belegering.

## Verdediging
Tot 1784 waren de versterkingen rond Sebastopol bestemd om de haventoegang, de stad en de marinebasis te beschermen. In 1837 begonnen de Russen met versterkingen in de omliggende heuvels. Een belangrijk steunpunt vormde de Malachov-koergan graat, 4 km ten zuidoosten van de stad. Er stond een stenen toren met twee verdiepingen van 8 meter met 15 meter diameter, waarop de Russen vijf kanonnen van 18 pond hadden opgesteld. 
De haven van Sebastopol aan de monding van de Tsjornaja werd beschermd door oorlogsschepen van de Keizerlijke Russische Marine en door forten uit graniet.
Luitenant-kolonel Eduard Totleben had alle stellingen versterkt.

## Artilleriebeschieting
Op 17 oktober begon een artillerieduel. De Russen hadden succes: de Fransen leden zware verliezen. De vloot verloor 500 man en liep averij op. De Britten raakten een munitieopslag op Malachov, waardoor de batterij daar stilviel. Tegen de ochtend hadden de ingenieurs van Totleben de schade hersteld.

## Tegenaanval
De belegering sleepte aan en in juli verloren de Russen elke dag 250 man. De Russen konden dat niet blijven volhouden en besloten daarom tot een tegenaanval.
Gortsjakov en het veldleger zouden de Tsjornaja opnieuw aanvallen, voor het eerst sinds de  Slag bij Inkerman. Op 16 augustus vielen Pavel Liprandi en het korps van Read de 37.000 Franse en Sardijnse troepen aan op de hoogte boven de Traktir brug. Op het einde van de dag trokken de Russen terug met achterlating van 8000 man en 260 officieren. De Fransen en Britten hadden maar 1.700 man verloren. 

## Bestorming
Dezelfde dag legde een beschieting Malachov opnieuw lam. Maarschalk Aimable Pélissier plande een slotaanval. Om 12u00 op 8 september 1855 bestormde het korps van Pierre Bosquet de helling naar de Malachov. Elke kazemat werd verschillende keren veroverd en heroverd. Uiteindelijk hielden de Fransen Malachov. Nu konden de Franse kanonnen de Russische stellingen beschieten.

## Val van Sebastopol
In de nacht vluchtten de Russen over de bruggen naar het noorden, nadat ze alle installaties hadden vernield of in brand gestoken.
Op 9 september namen de geallieerden de verlaten en brandende stad in. De Russen hadden 13.000 man verloren en de geallieerden 10.000. 19 Generaals waren gesneuveld op de laatste dag.

## Gevolgen
Gortsjakov was met de resten van het veldleger en het garnizoen naar de hoogte van Mackenzie's Farm getrokken. In de Slag bij Kinburn volgde een beschieting vanop zee. Op 26 februari werd een wapenstilstand overeengekomen en op 30 maart 1856 werd het Verdrag van Parijs ondertekend.